# Laughing Gas
"Laughing Gas" – debiutancki singel oraz utwór brytyjskiego zespołu Juno Reactor wydany 27 września 1993 roku w Wielkiej Brytanii przez wytwórnię NovaMute Records (wydanie CD i 12"). Singel pochodzi z debiutanckiego albumu Juno Reactor - Transmissions, składają się na niego 3 utwory: wersja albumowa i remix utworu "Laughing Gas" oraz b-side "Lullaby". Utwory te, podobnie jak większość produkcji zespołu, należą do nurtu muzyki psychedelic trance oraz goa trance. Singel został również wydany w Niemczech.

## Lista utworów
1. "Laughing Gas" - 7:54
2. "Laughing Gas" (On the Other-Side Mix) - 6:48
3. "Lullaby" - 5:00